# Eleonora di Reuss-Köstritz
Eleonora di Reuss-Köstritz, il cui nome completo era Eleonora Carolina Gasparina Luisa (Trzebiechów, 22 agosto 1860 – Euxinograd, 12 settembre 1917), fu zarina consorte di Bulgaria come seconda moglie dello zar Ferdinando I di Bulgaria.

## Biografia

### Infanzia e famiglia d'origine
Nata nel 1860 a Trzebiechów, Eleonora era figlia del Principe Enrico IV di Reuss di Köstritz e di Luisa di Reuss-Greiz; la principessa era membro di una casata principesca tedesca che governava su uno stato molto piccolo, che si trovava al confine con la Boemia austriaca; Eleonora discendeva da Augusta di Reuss-Ebersdorf, nonché nonna materna della regina Vittoria. Era inoltre cugina di primo grado della Granduchessa Maria Pavlovna di Russia.
Eleonora fu descritta come «donna scialba, ma pratica [...] capace e d'animo buono».

### Matrimonio
Nel 1899 la Principessa Maria Luisa di Bulgaria, nata di Borbone-Parma, morì ed il marito Ferdinando I era in cerca di un'altra sposa che si occupasse di tutti gli incarichi che competevano alla consorte di un Capo di Stato, nonché anche educare i suoi figli, che fino ad allora venivano seguiti dalla nonna Clementina d'Orléans, madre di Ferdinando. Il principe bulgaro era bisessuale e, non avendo la necessità di dover generare ulteriori eredi al trono, informò i suoi assistenti che egli desiderava una moglie che non si aspettasse affetto o attenzioni .  
Fu stilata così una lista di candidate, tra le quali venne scelta proprio Eleonora; la coppia di sposò a Coburgo il 28 febbraio 1908. Sposando Ferdinando, Eleonora assunse il titolo di Principessa consorte di Bulgaria, per poi diventare Zarina consorte il 5 ottobre dello stesso anno, a seguito della dichiarazione dell'indipendenza bulgara dall'Impero Ottomano.

### Vita in Bulgaria
Probabilmente la nuova Zarina fu informata in precedenza delle preferenze sessuali del marito, è ancora oggetto di discussione il fatto che il matrimonio sia stato consumato o meno, si sa però che in occasione della visita al re Carlo I di Romania, avvenuto durante la loro luna di miele, Ferdinando domandò camere separate per lui ed Eleonora.
La sovrana fu ignorata dal marito per tutto il loro matrimonio ma comunque si occupò dei figliastri e del benessere del popolo bulgaro. Eleonora si impegnò molto, divenendo una figura importante, durante le Guerre Balcaniche e la Prima guerra mondiale, durante la quale lavorò come infermiera, dando grande conforto ai feriti ed ai soldati bulgari. Si disse che aveva «un dono speciale per alleviare le sofferenze».

### Ultimi anni e morte
La Zarina Eleonora si ammalò gravemente durante gli ultimi anni della Grande Guerra, morendo il 12 settembre 1917, ad Euxinograd in Bulgaria; le sue ultime volontà furono di essere seppellita nel cimitero di una chiesa del XII secolo a Bojana, vicino a Sofia. Durante la repubblica comunista, la sua tomba venne profanata, i gioielli rubati e la pietra tombale rigettata nella buca, senza alcun segno di riconoscimento sul terreno. Nel 1989, con la svolta democratica, la lapide originale venne dissepolta ed il luogo venne riportato nelle sue condizioni originali.

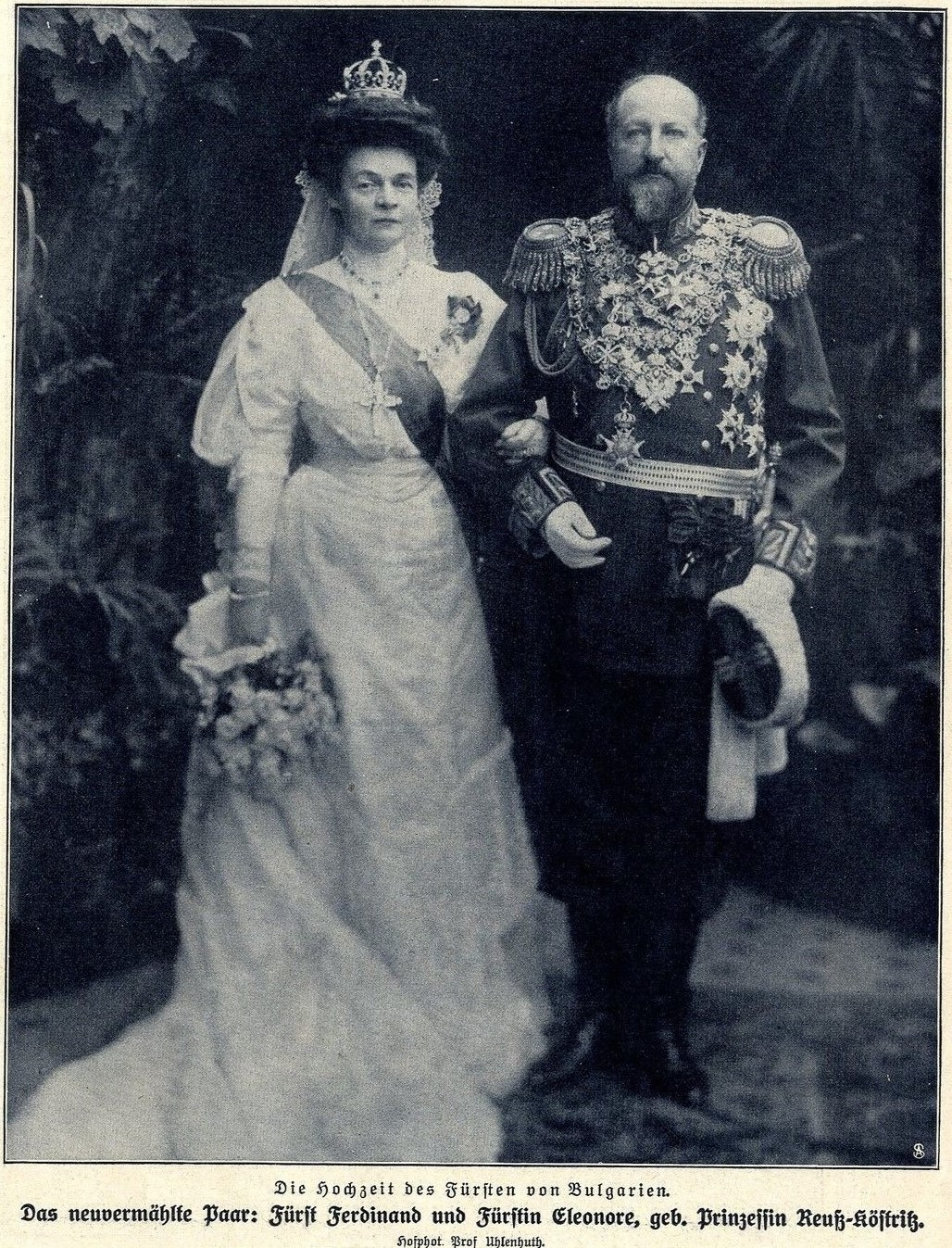
La coppia bulgara nel giorno delle nozze.

## Ascendenza
|                                  |                            |                                                          | Genitori                                    |  |  | Nonni |  |  | Bisnonni                      |  |  | Trisnonni                   |  |
|                                  |                            |                                                          |                                             |  |  |       |  |  | Enrico XLIV di Reuss-Köstritz |  |  | Enrico IX di Reuss-Köstritz |  |
|                                  |                            |                                                          |                                             |  |  |       |  |  | Enrico XLIV di Reuss-Köstritz |  |  | Enrico IX di Reuss-Köstritz |  |
|                                  |                            | Amalia di Wartensleben e Flodroff                        |                                             |  |  |       |  |  | Enrico XLIV di Reuss-Köstritz |  |  |                             |  |
| Enrico LXIII di Reuss-Köstritz   |                            |                                                          |                                             |  |  |       |  |  | Enrico XLIV di Reuss-Köstritz |  |  |                             |  |
|                                  |                            | Guglielmina di Geuder                                    | Federico Cristoforo di Geuder               |  |  |       |  |  |                               |  |  |                             |  |
|                                  |                            | Guglielmina di Geuder                                    | Federico Cristoforo di Geuder               |  |  |       |  |  |                               |  |  |                             |  |
|                                  |                            | Guglielmina di Geuder                                    | Johanna Wilhelmine von Bredow               |  |  |       |  |  |                               |  |  |                             |  |
| Enrico IV di Reuss-Köstritz      |                            | Guglielmina di Geuder                                    |                                             |  |  |       |  |  |                               |  |  |                             |  |
|                                  |                            | Enrico di Stolberg-Wernigerode                           | Cristiano Federico di Stolberg-Wernigerode  |  |  |       |  |  |                               |  |  |                             |  |
|                                  |                            | Enrico di Stolberg-Wernigerode                           | Cristiano Federico di Stolberg-Wernigerode  |  |  |       |  |  |                               |  |  |                             |  |
|                                  |                            | Enrico di Stolberg-Wernigerode                           | Augusta Eleonora di Stolberg-Stolberg       |  |  |       |  |  |                               |  |  |                             |  |
| Eleonora di Stolberg-Wernigerode |                            | Enrico di Stolberg-Wernigerode                           |                                             |  |  |       |  |  |                               |  |  |                             |  |
|                                  |                            | Giovanna di Schönburg-Waldenburg                         | Otto di Schönburg-Waldenburg                |  |  |       |  |  |                               |  |  |                             |  |
|                                  |                            | Giovanna di Schönburg-Waldenburg                         | Otto di Schönburg-Waldenburg                |  |  |       |  |  |                               |  |  |                             |  |
|                                  |                            | Giovanna di Schönburg-Waldenburg                         | Enrichetta di Reuss-Köstritz                |  |  |       |  |  |                               |  |  |                             |  |
| Eleonora di Reuss-Köstritz       |                            | Giovanna di Schönburg-Waldenburg                         |                                             |  |  |       |  |  |                               |  |  |                             |  |
|                                  | Enrico XIII di Reuss-Greiz | Enrico XI di Reuss-Greiz                                 |                                             |  |  |       |  |  |                               |  |  |                             |  |
|                                  | Enrico XIII di Reuss-Greiz | Enrico XI di Reuss-Greiz                                 |                                             |  |  |       |  |  |                               |  |  |                             |  |
|                                  | Enrico XIII di Reuss-Greiz | Corradina di Reuss-Köstritz                              |                                             |  |  |       |  |  |                               |  |  |                             |  |
| Enrico XIX di Reuss-Greiz        | Enrico XIII di Reuss-Greiz |                                                          |                                             |  |  |       |  |  |                               |  |  |                             |  |
|                                  |                            | Luisa di Nassau-Weilburg                                 | Carlo Cristiano di Nassau-Weilburg          |  |  |       |  |  |                               |  |  |                             |  |
|                                  |                            | Luisa di Nassau-Weilburg                                 | Carlo Cristiano di Nassau-Weilburg          |  |  |       |  |  |                               |  |  |                             |  |
|                                  |                            | Luisa di Nassau-Weilburg                                 | Carolina d'Orange-Nassau                    |  |  |       |  |  |                               |  |  |                             |  |
| Luisa di Reuss-Greiz             |                            | Luisa di Nassau-Weilburg                                 |                                             |  |  |       |  |  |                               |  |  |                             |  |
|                                  |                            | Charles Louis Gaspard, principe di Rochefort e Montauban | Charles Jules Armand, principe di Rochefort |  |  |       |  |  |                               |  |  |                             |  |
|                                  |                            | Charles Louis Gaspard, principe di Rochefort e Montauban | Charles Jules Armand, principe di Rochefort |  |  |       |  |  |                               |  |  |                             |  |
|                                  |                            | Charles Louis Gaspard, principe di Rochefort e Montauban | Marie Henriette d'Orléans-Rothelin          |  |  |       |  |  |                               |  |  |                             |  |
| Gasparine di Rohan-Rochefort     |                            | Charles Louis Gaspard, principe di Rochefort e Montauban |                                             |  |  |       |  |  |                               |  |  |                             |  |
|                                  |                            | Marie Louise de Rohan-Guéméné                            | Henri Louis de Rohan, principe di Guéméné   |  |  |       |  |  |                               |  |  |                             |  |
|                                  |                            | Marie Louise de Rohan-Guéméné                            | Henri Louis de Rohan, principe di Guéméné   |  |  |       |  |  |                               |  |  |                             |  |
|                                  |                            | Marie Louise de Rohan-Guéméné                            | Victoire de Rohan                           |  |  |       |  |  |                               |  |  |                             |  |
|                                  |                            | Marie Louise de Rohan-Guéméné                            |                                             |  |  |       |  |  |                               |  |  |                             |  |